# Return To Oz (Original Motion Picture Soundtrack)
Return To Oz (Original Motion Pictures Soundtrack) è un album in studio del compositore statunitense David Shire con la London Symphony Orchestra, pubblicato nel 1985. L'album contiene la colonna sonora del film del 1985 diretto da Walter Murch Nel fantastico mondo di Oz.

## Descrizione
La colonna sonora del film è stata affidata al compositore e scrittore musicale David Shire, noto anche per le numerose colonne sonore televisive, per i musical teatrali e per molte musiche da film, tra cui quali i temi originali del film La febbre del sabato sera. Tutta la sequenza musicale, dal Tema di Dorothy alla Rag March della scena finale, sono eseguite dalla London Symphony Orchestra. Nonostante sia priva brani cantati, la composizione musicale del film è stata definita "un'avventura musicale, che ti trascina passo passo dalle lontane e desolate terre del Kansas alla cupa Città di Smeraldo fino all'oscura terra degli gnomi".
La registrazione della colonna sonora ha avuto inizio nel 1984, anno in cui è stato scelto il cast per il film. Shire ha modificato in corso d'opera alcuni brani perché ha ritenuto opportuno attribuire una caratteristica ben delineata a tutti i personaggi e alle scene del film in cui la musica fa da padrona.
L'album è stato pubblicato per la prima volta in formato LP nel 1985 dalla Sonic Atmosfere e in CD dalla Bay Cities. È stato presentato un mix dal vivo a due tracce di sessione oltre ai mix di Eric Tomlinson. Dalla colonna sonora Shire stesso ha scelto 12 brani da includere nell'album, che, nel 1989, è stato ristampato in CD.
Per gli anni seguenti la colonna sonora è rimasta a lungo fuori catalogo, ma, in occasione del 30º anniversario del film, nel 2015, la Walt Disney Pictures, oltre a pubblicare la versione originale del film in formato Blu-ray, fino ad allora inedita in Italia, in collaborazione con la casa discografica Intrada ha deciso di ridare luce alla composizione di David Shire. La colonna sonora completa del film è stata così pubblicata in un cofanetto di 2 CD. Shire ha espresso gioia per aver affrontato l'avventura con Intrada e per aver individuato delle sessioni complete, ospitate nei caveau della Disney, oltre ad aver pubblicato tutte le tracce. La musica precedentemente inedita è abbondante, tra cui la sequenza di Mombi Awake (la scena in cui Mombi si sveglia e Dorothy scappa), Wheelers Pursue, tutto il confronto di 11 minuti con il Re degli Gnomi e molto altro ancora. Il lavoro viene presentato in sequenza cronologica, con tutto il registrato di Shire, mentre l'album originale del 1985 è contenuto nel secondo CD. La copertina del disco, con la grafica realizzata da Joe Sikoryak, che mostra i due lati dell'artista e illustratore Drew Struzan, offrendo due versioni della stessa, presenta inoltre le note di Tim Greiving. David Shire ha prodotto e supervisionato tutto il progetto, mentre Herbert Spencer ha orchestrato la partitura e David Shire ed Harry Rabinowitz hanno diretto la London Symphony Orchestra. Il disco è stato pubblicato da Intrada Special Collection a tiratura limitata e per collezionisti.

## Tracce

### Edizione 1985/1989
1. Dorothy Remembers/Home/The Ride To Dr. Worley's – 4:22
2. Ozma/The Flight In The Storm – 3:56
3. Oz/The Ruined House – 4:54
4. The Deserted City/The Wheelers/Tik Tok – 4:58
5. Mombi's Hall Of Heads – 2:47
6. Jack Pumpkinhead – 2:49
7. The Flight Of The Gump – 4:00
8. Dorothy And The Nome King/The Ornament Room – 4:27
9. The Defeat Of The Nome King/The Restoration – 6:11
10. The Mirror – 2:34
11. Finale And End Credits (Theme From Return To Oz) – 4:30
12. The Return To Oz Rag March – 2:46

### Edizione 2015
Dalla traccia 3 alla traccia 9 del disco 2 le tracce sono segnate come extra. Dalla traccia 10 alla traccia 21 del disco 2 le tracce sono le stesse presentate nel primo disco del 1985 in versione rimasterizzata
Le tracce segnate con l'asterisco sono tracce inedite. Le tracce segnate due asterischi sono tracce che Includono musica precedentemente non pubblicata. Le tracce con il simbolo + contengono musica non inserita nel film. Le tracce con il doppio simbolo + contengono musica mai inserita nel film.

#### Disco 1
1. Opening Sequence** (With Sweeteners) – 3:10
2. Finding The Key* – 0:45
3. The Ride To Dr. Worley's** – 2:13
4. Ozma In Reflection* – 0:55
5. Upstairs At Dr. Worley's**+ – 4:47
6. The Headphones*/Flight In The Storm – 3:43
7. Oz/The Ruined House** – 5:11
8. The Deserted City**+ – 3:56
9. Tik Tok+* ((Revised)) – 3:10
10. The Hall Of Heads** – 3:01
11. Jack Pumpkinhead** – 3:20
12. Here's What We Have To Do* – 2:05
13. Mombi's Awake* – 3:45
14. Flight Of The Gump* (Revised #1) – 4:23
15. Mombi's Mandolin #2*/Wheelers Pursue*/Crash Landing* – 3:28
16. Where Are We Anyway?*/Yes, Your Majesty*/Into The Nome King's Lair* – 3:31
17. Don't Cry/Where's Dorothy?* – 1:41
18. We Accept* – 0:50
19. Wrong Guess++* – 0:24
20. Farewell To Pumpkinhead*/Tunnel Charge #1*/Tunnel Charge #2* – 1:46
21. Ruby Slippers Colloquy** – 3:34
22. The Ornament Room** – 2:32
23. You're All That's Left* – 0:41
24. One Guess Left*/But Not For Much Longer*/ Stop**+/Nome Chase+/Final Chaos And Restoration**+/ Triumphal March – 11:01

#### Disco 2
1. Cheering Bridge/Goodbye** – 4:52
2. Just A Reflection/End Credits – 5:56
3. Tik Tok++** (Original) – 3:05
4. Mombi's Mandolin #1* (From Stereo Stems) – 0:57
5. Flight Of The Gump (Mix 2) – 3:58
6. Flight Of The Gump (Revised #2++) – 4:00
7. We Accept* (Film Assembly) – 1:39
8. Triumphal March* (End Credits – Part 2) – 0:41
9. The Return To Oz – Rag March++ – 2:46
10. Dorothy Remembers/Home/The Ride To Dr. Worley's – 4:22
11. Ozma/The Flight In The Storm – 3:56
12. Oz/The Ruined House – 4:54
13. The Deserted City/The Wheelers/Tik Tok – 4:58
14. Mombi's Hall Of Heads – 2:47
15. Jack Pumpkinhead – 2:49
16. The Flight Of The Gump – 4:00
17. Dorothy And The Nome King/The Ornament Room – 4:27
18. The Defeat Of The Nome King/The Restoration – 6:11
19. The Mirror – 2:34
20. Finale And End Credits (Theme From Return To Oz) – 4:30
21. The Return To Oz Rag March – 2:46

## Crediti
- David Shire - direttore d'orchestra
- Michael Davis - primo violino
- Douglas Cummings - violoncello
- London Symphony Orchestra - orchestra

## Edizioni
- 1985 - Return To Oz (Original Motion Picture Soundtrack) (Sonic Atmosphere, 113, LP, USA)
- 1985 - Return To Oz (Original Motion Picture Soundtrack) (Bay Cities, BCD 3001, CD, USA)
- 1989 - Return To Oz (Original Motion Picture Soundtrack) (Bay Cities, BCD 3001, CD, USA)
- 1991 - Return To Oz (Original Motion Picture Soundtrack) (Bay Cities, BCD 3021, CD, USA)
- 2015 - Return To Oz (Original Motion Picture Soundtrack) (Intrada, ISC 319, 2xCD, USA)